# Anna Sui
Anna Sui (xinès tradicional: 蕭志美, simplificat: 萧志美, pinyin: Xiāo Zhìměi, japonès: アナスイ) (nascuda el 4 d'agost de 1964) és una dissenyadora de moda americana. Se la va considerar entre les cinc icones de moda de la dècada i el 2009 va rebre el premi Geoffrey Beene Lifetime Achievement Award del Council of Fashion Designers of America (CFDA), unint-se a la llista on ja hi havia Yves Saint Laurent, Giorgio Armani, Ralph Lauren i Diane von Furstenberg. Les seves marques inclouen diverses línies de moda, calçat, cosmètica, fragàncies, joies i accessoris, entre d'altres. Els productes d'Anna Sui es venen en més de 50 països, a través de les seves botigues i distribuïdors. El 2006, Fortune va estimar que el valor col·lectiu de l'imperi de moda de Sui estava per sobre dels 400 milions de dòlars.